# Stibor de Stiboricz
Stibor de Stiboricz del clan Ostoja (también escrito en español como Scibor o Czibor, en polaco: Ścibor ze Ściborzyc, húngaro: Stiborici Stibor, rumano: Ştibor de Ştiborici) (aprox. 1348 - febrero de 1414) fue un aristócrata de origen polaco en el Reino de Hungría. Fue un amigo cercano del rey Segismundo de Hungría quien lo designó para diversos cargos durante su reinado. Por ejemplo, entre 1395 y 1401, y luego desde 1409 hasta 1414 fue voivoda de Transilvania (actual Rumania). Stibor se hacía llamar «Señor de todo el Váh», en referencia a sus propiedades a lo largo del río de 409 km de largo (en la actual Eslovaquia) donde 15 de sus 31 castillos estaban situados. Stibor también fue uno de los primeros caballeros de la Orden del Dragón.

## Biografía
Stibor fue uno de los consejeros personales más importantes del rey Segismundo de Hungría.. En 1395 fue nombrado Voivoda de Transilvania y un año después en 1396 participó en la batalla de Nicopólis junto a Segismundo luchando contra los turcos. Sin embargo la contienda resultó en un fracaso para los ejércitos cruzados y se vieron forzados a retirarse, siendo salvado el rey personalmente por Stibor.
En los primeros meses de 1403, una facción de los aristócratas húngaros conducida por Juan Kanizsai que se hallaban descontentos con Segismundo, le ofrecieron la corona al joven rey Ladislao I de Nápoles, hijo del asesinado rey Carlos II de Hungría. Sin embargo Stibor rápidamente reclutó mercenarios e invadió partes Oeste del reino húngaro derrotando las tropas de los rebeldes que pretendían derrocar a Segismundo. Se llegó a un acuerdo donde las partes aceptaban al rey húngaro, recibiendo a cambio el perdón real por traición.
Al poco tiempo el rey lo nombró gobernante de la región de Nitra, así como le confió la protección de las propiedades de la Arquidiócesis de Estrigonia y la diócesis de Eger en 1405.
En 1407, Stibor luchó en Bosnia y fue uno de los primeros miembros de la Orden del Dragón fundada por el rey Segismundo en 1408. En 1409 fue nombrado nuevamente voivoda de Transilvania y se le confió la administración de la provincia de Trencsén al norte del reino.
En mayo de 1410, el rey Segismundo le confió a Stibor y a nádor húngaro Nicolás Garai el joven el papel de mediadores entre el rey Vladislao II de Polonia y la orden teutónica, pero las negociaciones fracasaron y estalló la guerra. Stibor condujo los ejércitos húngaros contra Polonia y quemaron propiedades en la provincia de Stary Sącz, después de lo cual regresaron al reino húngaro cumpliendo así el mínimo de obligaciones prometidas a la orden teutónica. Al final de 1411, Stibor fue uno de los comandantes del rey húngaro durante la guerra contra la República de Venecia en Friuli.
Sus restos descansan en una capilla de la catedral de Santa Catalina en Cracovia. De su matrimonio con una dama de nombre Dobrohna nació un solo hijo con el mismo nombre, quien luchó contra los husitas.